# Straits Settlements

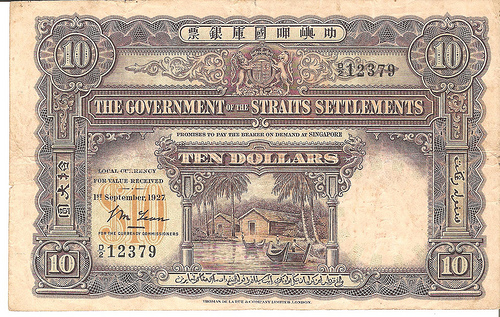
Bankbiljet van de Straits Settlements (gedrukt bij Thomas De La Rue)

De Straits Settlements waren een verzameling van gebieden van de Britse Oost-Indische Compagnie in Zuidoost-Azië die in 1826 in een collectieve administratie gebracht werden als een kroonkolonie.

## Geschiedenis
De Straits Settlements aan de Straat Malakka ontstonden na het Verdrag van Londen van 1824 tussen het Verenigd Koninkrijk en Nederland, waarbij de archipel rond Malaya werd verdeeld in een Britse en Nederlandse zone. Dit resulteerde in de uitwisseling van Benkoelen op het eiland Sumatra en Nederlands-Malakka tussen beide landen. Het Verenigd Koninkrijk kreeg ook volledige controle over Singapore. In 1832 werd Singapore ook de hoofdstad van de Settlements, daarvoor was dit Penang.
In 1867 werd het officieel een kroonkolonie waardoor ze nu onder het gezag van Londen vielen en niet meer aan de regering van Calcutta die in Brits-Indië gevestigd was.
In 1946 werd de kolonie opgeheven toen Singapore een aparte kroonkolonie werd en Penang en Malakka zich aansloten bij de Unie van Malakka.
De Cocoseilanden en Christmaseiland behoorden aanvankelijk tot Singapore, maar kwamen onder Australische administratie, respectievelijk in 1955 en 1957. Labuan werd een deel van Noord-Borneo.